# モートン・デヨ
モートン・リンドホルム・デヨ（Morton Lyndholm Deyo, 1887年7月1日-1973年11月1日）は、アメリカ海軍の軍人、最終階級は中将。
デヨは第二次世界大戦中、大西洋戦線と太平洋戦線の双方で活躍した。真珠湾攻撃直前に、大西洋を押し渡る連合軍側輸送船団の護衛に駆逐艦を提供し、ノルマンディー上陸作戦におけるシェルブールとユタ・ビーチ、および南フランス戦線では第129任務部隊を率いて火力支援に任じた。太平洋戦線に転じてからは第13巡洋戦隊、第54任務部隊を率いて沖縄戦に加わり、大西洋戦線と同様に火力支援に従事した。戦争終結後は佐世保に進駐して西日本地区の占領行政を一時担当した。デヨは38年に及ぶ海軍生活の中で、海軍殊勲章、レジオン・オブ・メリットおよびそれに代わる金星章を受章した。
しかし、デヨについて、歴史のある一ページのみを切り出して端的に説明するならば、デヨは「戦艦大和と対決し損なった提督」である。

## 生涯

### 前半生
デヨは1887年7月1日にニューヨーク州ホキプシーで生まれた。海軍兵学校（アナポリス）に進み、1911年に卒業。卒業年次から「アナポリス1911年組」と呼称されたこの世代からは、空母任務群を率いたジョン・W・リーヴスがいる。日本の海軍兵学校（江田島）の卒業年次に換算すると、伊藤整一、西村祥治、角田覚治、岡敬純、志摩清英らを輩出した39期に相当するが、事実上同期に相当するデヨと伊藤が対決寸前になったのは、あくまで偶然である。
アナポリス卒業後、デヨは戦艦「バージニア」に士官候補生として1913年まで配属される。駆逐艦「ダンカン」を経て装甲巡洋艦「ワシントン」と移り、タンピコ事件やベラクルス戦役に乗組員として参加する。1915年から1916年は駆逐艦「ジェンキンス」乗組となり、第一次世界大戦参戦後はドイツ・Uボートから輸送船を護衛する任務に就く。そのさなかの1916年に、デヨはマリア・メイヨーと結婚する。

### 戦間期
大戦終結後、デヨは1920年から1921年にかけてボストンの第1海軍区司令官付となる。第1海軍区は1919年に第2海軍区を吸収して拡張したが、これは同じ地域を管轄していた陸軍区とエリアを合致させるためのもので、新規スタッフや機能の加入および管理・物流に関する責任の拡大を伴っていた。これらは第一次世界大戦前に改訂される予定だった海軍区改革の一環で、歴史家のアルフレッド・セイヤー・マハンが提唱していた、「不十分な海岸防衛は、そのことが艦隊の任務に制約をかけることとなる。艦隊は海岸や港湾の防衛からは切り離して自由に行動できるようにするべきだ」という理念に基づくものであった。
続く1921年から1923年にかけては、当時アメリカが占領していたドミニカ共和国の首都サントドミンゴに派遣され、軍政知事の副官を務めた。1923年からは海上勤務に戻り、戦闘艦隊のスタッフとして戦艦「カリフォルニア」に、1925年から1926年には合衆国艦隊スタッフに転じて、かつて乗り組んでいた「ワシントン」の後身である「シアトル」に乗艦した。後者では艦隊司令官サミュエル・S・ロビソン大将の個人的なスタッフ10名の中に加わることとなったが、少佐となっていたデヨは、その中でも最もランクが下位の将官であり、そのすぐ上位の位置にいたのが、当時大佐だったチェスター・ニミッツ（アナポリス1905年組）であった。1926年から1929年の間は母校アナポリスに戻って教官を務め、駆逐艦「スロート」 (USS Sloat, DD-316) および「アップシャー」 (USS Upshur, DD-144) の艦長を経て、1931年から1934年には海軍大学校入りして受講し、のちに教官も務めた。受講後は軽巡洋艦「ミルウォーキー」の副官となった。1936年、デヨはアジア艦隊（ハリー・E・ヤーネル大将）の作戦計画参謀となり、艦隊旗艦の重巡洋艦「オーガスタ」に乗艦する。1939年にアジア艦隊での任期を終えるとアメリカ本国に戻り、海軍省勤務、海軍長官補佐などのデスクワークを歴任した。

### ヨーロッパ戦線
1941年9月18日、大佐になっていたデヨは第4.1.1任務隊の司令となった。この5隻の駆逐艦からなる任務隊は、アメリカからアイスランドに向かう輸送船団の護衛のために編成された、最初のアメリカ海軍の部隊であった。翌1942年、デヨは輸送艦「モンティセロ」 (USS Monticello, AP-61) の艦長となる。「モンティセロ」はもともとイタリア客船「コンテ・グランデ」で、ブラジルに在泊中に第二次世界大戦が勃発して抑留され、1942年4月16日付でアメリカが購入して輸送艦としたものであった。また、この年には重巡洋艦「インディアナポリス」艦長も務め、日本軍が進出したアッツ島およびキスカ島へ圧力をかけた。1942年の残りの期間から1943年にかけては大西洋艦隊指揮下にある駆逐艦の総司令となった。
1944年に入り、少将となったデヨはヨーロッパ各地での反攻作戦における火力支援部隊の司令官を務める。6月6日のノルマンディー上陸作戦ではU部隊を率いて火力支援にあたり、6月25日には戦艦「テキサス」を基幹とする第129任務部隊を率いて終盤戦に差し掛かったシェルブールの戦いの支援を行った。その後は南フランスに転戦して、引き続き火力支援に任じた。

### 太平洋戦線
ヨーロッパの覇権がほぼ明らかとなり、デヨは太平洋戦線に移ることとなった。1944年10月25日のレイテ沖海戦（エンガノ岬海戦）で空母「千代田」を砲撃で撃沈した経験を有するローレンス・T・デュボース少将の後任として第13巡洋戦隊司令官となり、軽巡洋艦「ビロクシ」、「バーミングハム」、「モービル」および「サンタフェ」の4艦を率いることとなった。
1945年に入り、戦線は硫黄島、沖縄本島に迫る。デヨは第5艦隊（レイモンド・スプルーアンス大将）の下で活動することとなり、レイテ戦のスリガオ海峡での戦いで勝利を収めたジェシー・B・オルデンドルフ中将（アナポリス1909年組）の後任として第54任務部隊を指揮することとなった。3月25日、デヨの第54任務部隊は沖縄攻略の前哨戦である慶良間諸島の攻略を支援。沖縄本島への事前砲撃も同時進行で行われ、最初は触雷を恐れて遠距離からの艦砲射撃しかできなかったが、掃海が進むにつれて効果的な砲撃を行えるようになった。デヨは自らの旗艦を戦艦「テネシー」に定めていた。部隊には、かつて自らが艦長を務め、今はスプルーアンスの総旗艦である「インディアナポリス」が含まれており、デヨはスプルーアンスの警護のために三重にわたる輪形陣を敷いて神風を待ち受けたが、3月31日の神風攻撃と損傷修理の際のスクリュー脱落事故で「インディアナポリス」は戦線から去り、スプルーアンスは4月5日に戦艦「ニューメキシコ」を新しい旗艦とした。4月1日に沖縄戦が開始されたあとも、第54任務部隊は引き続き火力支援に任じたが、いずれにせよ陸上相手の砲撃は「地味な任務」であった。

### 大和との対決を逸する

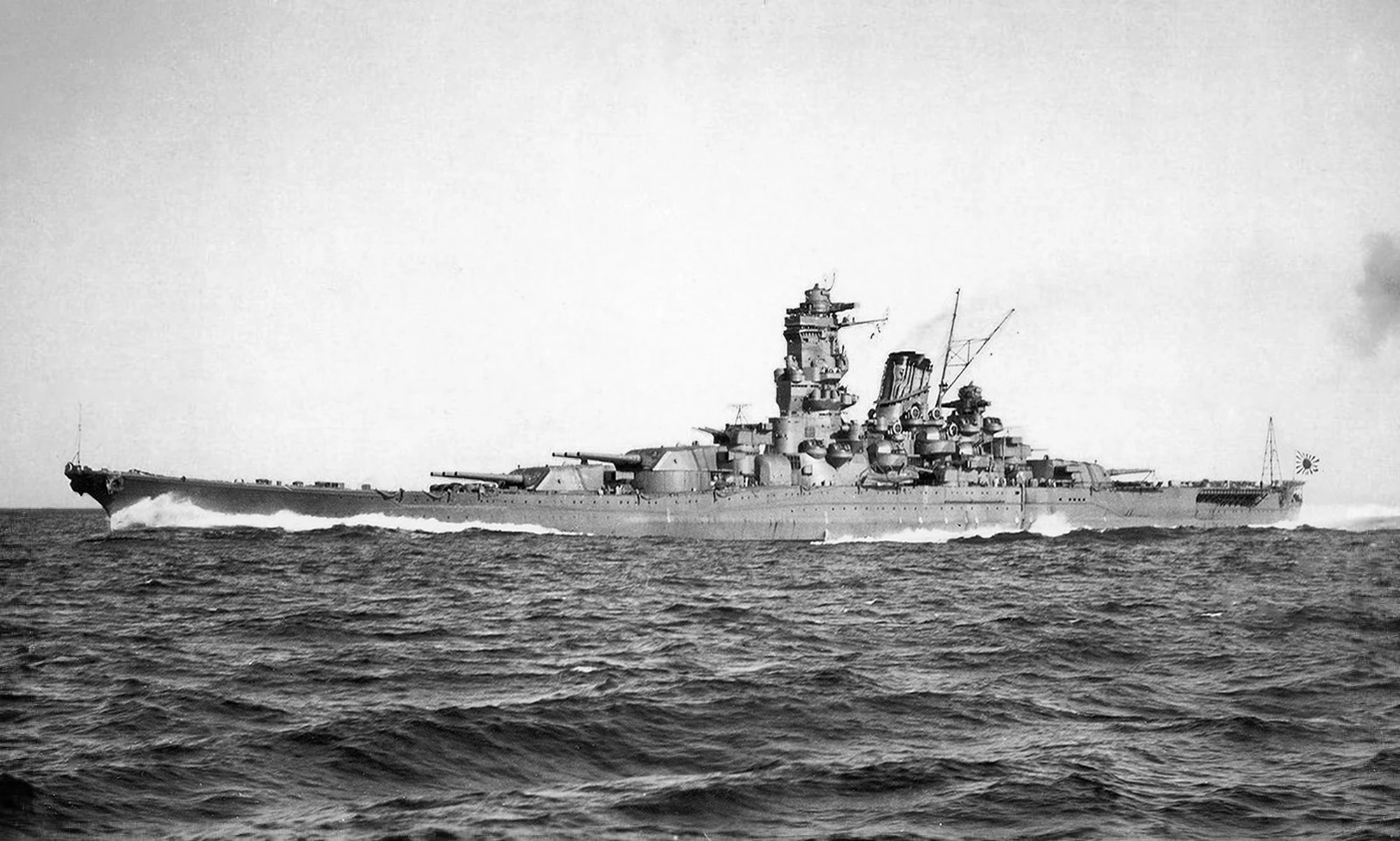
戦艦「大和」（1941年）。「大和」と第54任務部隊の対決の結末は「if」の世界である。

4月6日、大規模な神風攻撃「菊水一号作戦」が行われ、これを見たスプルーアンスは、神風攻撃に呼応して水上部隊も出撃してくるだろうと推測した。スプルーアンスは潜水艦と航空機による哨戒を厳重にするよう命じる。この4月6日午後、徳山から「光輝アル帝国海軍海上部隊ノ伝統ヲ発揚スルト共ニ其ノ栄光ヲ後昆ニ伝ヘントスル」第二艦隊が出撃する。上述のようにデヨと同期換算の伊藤整一中将に率いられた第二艦隊は戦艦「大和」と第二水雷戦隊（古村啓蔵少将）で構成され一路沖縄を目指すが、豊後水道通過後に2隻のアメリカ潜水艦「スレッドフィン」と「ハックルバック」に相次いで発見され、情報はスプルーアンスの下に集められる。はたしてスプルーアンスの予測は的中し、4月7日未明にデヨを呼び出して水上戦闘の準備を行うよう命令を発した。同時に、艦隊には航空部隊も連ねていると推測したスプルーアンスは、第58任務部隊司令官マーク・ミッチャー中将（アナポリス1910年組）に対しても、空からの脅威に対処するよう命じた。
スプルーアンスは一つの夢を見ていた。しばらくは陸上砲撃という任務しか与えられなかった指揮下の戦艦に、艦隊決戦を実施させる最後の機会を与えたかった。幕僚の中には「大和」を恐れる者もいたが、第54任務部隊の数的優勢をもってすれば撃破はたやすいとも考えられていた。迎撃を命じられたデヨはテネシーに戻り、4月7日5時から自己の幕僚を集めて緊急の作戦会議を開く。第54任務部隊は戦艦10隻、重巡洋艦9隻、軽巡洋艦4隻、駆逐艦25隻および護衛駆逐艦8隻で構成されていたが、作戦会議の末、戦艦6隻、巡洋艦7隻、駆逐艦21隻を抽出して「大和」を迎撃し、残りは上陸部隊の援護に回ることとなった。10時からは、水陸両用部隊指揮官リッチモンド・K・ターナー中将（アナポリス1908年組）が第54任務部隊や上陸支援艦船の艦長を集めて「大和」対策会議を開く。会議のあと、第54任務部隊では「大和」迎撃部隊に参加する艦と残留する艦の艦名が発表され、前者に属した艦では乗組員が踊り狂い、後者では選に漏れた不平をぶちまけた。午後に入り、「大和」迎撃部隊は緊急の訓練を行って「その時」に備えた。夜に入って神風攻撃があり、戦艦「メリーランド」に1機が命中して三番砲塔を使用不能に陥らせる。デヨは「メリーランド」に健在かどうかを問う信号を発し、「メリーランド」側は「大和」との対決をしたいばかりに「戦闘航海に支障なし」と嘘をついて損害を隠した。しかし、「その時」はついに訪れなかった。
デヨが作戦会議を開いていた5時ごろから、第58任務部隊や慶良間諸島から飛び立った偵察機が西に向かう第二艦隊を発見。針路次第では、第二艦隊が沖縄から離れて九州の港湾に籠ることも予想され、スプルーアンスはミッチャーからの攻撃許可要請に対して「貴部隊において攻撃されたい」と返答した。かくして「大和」は第58任務部隊機の波状攻撃を受けたのち、大噴煙を上げて沈没（坊ノ岬沖海戦）。以降、艦隊決戦の機会は永遠に訪れなかった。デヨは少なくとも4月7日夜までは「大和」沈没の真相は知らず、事の次第を知るや「ニューメキシコ」に急行し、スプルーアンスに対してミッチャーの「命令違反」をなじった。もっとも、スプルーアンスは1944年6月のマリアナ戦前後から、ミッチャーに自己の作戦計画にある程度沿うという条件付きながら、独自の判断で戦闘を行ってよいという権限を与えていた。また、スプルーアンスは第58任務部隊の正確な位置を知らなかった。この2つのことと4月7日朝時点でアメリカ側が目撃した西航する第二艦隊の姿、これらが「大和」撃沈の栄光をデヨではなくミッチャーにもたらした。

### 沖縄戦
「大和」が消え失せても、戦闘は依然続いた。4月12日、日本軍は菊水二号作戦を発動して再び大規模な神風攻撃を仕掛ける。デヨの第54任務部隊は警戒態勢を取りながら「神風」の飛来を待った。2隻の駆逐艦がデヨの旗艦「テネシー」に郵便物を届ける光景を眺めていたデヨは、しばらく間を置いたのち2機の「神風」が「テネシー」めがけて突入する様子を目の当たりにする。そのうちの1機は艦橋至近に突入して爆弾は艦内で爆発し、「テネシー」に火災を発生させる被害を与えたが、デヨは奇跡的に怪我を負うこともなく、乗組員が破片や肉片を片付ける光景を見下ろしていた。菊水作戦はその後も繰り返され、軽視できない損害を与え続けていたが、やがてその威力も弱まっていった。5月下旬に第5艦隊は休養をとっていた第3艦隊（ウィリアム・ハルゼー大将）に交代した。デヨの動向ははっきりしないが、8月15日に戦争が終わると第55任務部隊と第56任務部隊を率いて佐世保に進駐し、西日本地区の占領行政を一時担当した。
デヨは特攻隊員について「群からはぐれ、おびえたあひる」と表現した上で、次のように回想していた。

### 戦後
デヨは戦線から帰還後、1946年から1949年にかけて第1海軍区司令官に就任する。冷戦時代を迎えたアメリカ海軍にとって、部門などを統合して効率化を進めることは至上命令であり、1945年9月の時点における海軍区司令官の役目は担当海域内で指令を与えることであったが、管轄区域内の海軍造船所の面倒を見るということはなかった。第一次世界大戦終結後に赴任して以来二度目の第1海軍区勤務となったデヨは、改革のさ中にあった海軍区のトップの一人として改革の手助けを行った。1949年、デヨは第1海軍区司令官の職を最後に、中将に名誉昇進して退役した。1965年には詩人オグデン・ナッシュによる取材を受けた。デヨは1973年11月10日に86歳で亡くなり、アナポリス敷地内の墓地に埋葬されている。死没地はキタリー・ポイントとポーツマスの2つが伝わっている。
スプルーアンス級駆逐艦の一艦である「デヨ」は、デヨの栄誉をたたえて命名された。